# Athletic Club de Madrid 1932-1933
Questa voce raccoglie le informazioni riguardanti l'Athletic Club de Madrid, antico nome del Club Atlético de Madrid, nelle competizioni ufficiali della stagione 1932-1933.

## Stagione
Nella stagione 1932-1933 i colchoneros, allenati da Walter Harris, terminarono il campionato al secondo posto sfiorando l'accesso in Primera División. Dopo un avvio disastroso in cui racimolò solo due punti in quattro partite, la squadra risalì la china fino a lottare per la promozione. Alla penultima giornata, però, fu decisiva la sconfitta per 5-1 rimediata in casa del Real Oviedo, che spense i sogni di gloria della squadra madrilena. In Coppa della Repubblica l'Atlético Madrid fu invece eliminato agli ottavi di finale dal Valencia. Nel campionato regionale di Centro-Sur, la squadra si piazzò al terzo posto.

## Maglie e sponsor
| Manica sinistra · Manica sinistra · Maglietta · Maglietta · Manica destra · Manica destra · Pantaloncini · Calzettoni |

## Rosa
| N. |                    | Ruolo | Calciatore                 |
| -- | ------------------ | ----- | -------------------------- |
| -  | Spagna (bandiera)  | P     | Salvador Fernández Pacheco |
| -  | Spagna (bandiera)  | P     | Manuel Vidal Hermosa       |
| -  | Spagna (bandiera)  | D     | Alfonso Olaso              |
| -  | Spagna (bandiera)  | D     | Narciso Corral             |
| -  | Francia (bandiera) | D     | Manuel Anatol ()           |
| -  | Spagna (bandiera)  | D     | Pedro Mendaro              |
| -  | Spagna (bandiera)  | C     | Victoriano de Santos       |
| -  | Spagna (bandiera)  | C     | Antoñito                   |
| -  | Spagna (bandiera)  | C     | Santiago Buiría            |
| -  | Spagna (bandiera)  | C     | Feliciano Gómez Pedreira   |

| N. |                   | Ruolo | Calciatore              |
| -- | ----------------- | ----- | ----------------------- |
| -  | Spagna (bandiera) | C     | Fernando Vigueras       |
| -  | Spagna (bandiera) | C     | Domingo Rey Ciaurriz    |
| -  | Spagna (bandiera) | A     | Gaspar Rubio            |
| -  | Spagna (bandiera) | A     | Francisco Amunárriz     |
| -  | Spagna (bandiera) | A     | Manuel Guijarro         |
| -  | Spagna (bandiera) | A     | Santiago Losada         |
| -  | Spagna (bandiera) | A     | José Luis Costa Cenzana |
| -  | Spagna (bandiera) | A     | Luis Marín Sabater      |
| -  | Spagna (bandiera) | A     | Camilo Liz Salgado      |
| -  | Spagna (bandiera) | A     | Emilio Gil Cacho        |

## Risultati

### Segunda División

#### Girone d'andata
| Madrid 27 novembre 1932 1ª giornata | Athlétic Madrid       | 0 – 0 referto | Deportivo La Coruña | Metropolitano\| Arbitro: \| Vicente Gómez Juaneda \| |
| Arbitro:                            | Vicente Gómez Juaneda |               |                     |                                                      |

| Irun 4 dicembre 1932 2ª giornata | Unión Irun | 7 – 1 referto | Athlétic Madrid | Gal |

| Madrid 11 dicembre 1932 3ª giornata | Athlétic Madrid | 1 – 5 referto | Osasuna | Metropolitano |

| Siviglia 18 dicembre 1932 4ª giornata | Siviglia | 0 – 0 referto | Athlétic Madrid |  |

| Castellón de la Plana 25 dicembre 1932 5ª giornata | Castellón | 3 – 4 referto | Athlétic Madrid |  |

| Madrid 1º gennaio 1933 6ª giornata | Athlétic Madrid | 2 – 0 referto | Celta Vigo | Metropolitano |

| Murcia 8 gennaio 1933 7ª giornata | Murcia FC | 4 – 1 referto | Athlétic Madrid |  |

| Madrid 15 gennaio 1933 8ª giornata | Athlétic Madrid | 3 – 0 referto | Oviedo | Metropolitano |

| Madrid 22 gennaio 1933 9ª giornata | Athlétic Madrid | 2 – 0 referto | Sporting Gijón | Metropolitano |

#### Girone di ritorno
| La Coruña 29 gennaio 1933 10ª giornata | Deportivo La Coruña | 1 – 1 referto | Athlétic Madrid |  |

| Madrid 5 febbraio 1933 11ª giornata | Athlétic Madrid | 4 – 2 referto | Unión Irun | Metropolitano |

| Pamplona 12 febbraio 1933 12ª giornata | Osasuna | 2 – 2 referto | Athlétic Madrid |  |

| Madrid 19 febbraio 1933 13ª giornata | Athlétic Madrid | 2 – 1 referto | Siviglia | Metropolitano |

| Madrid 26 febbraio 1933 14ª giornata | Athlétic Madrid | 8 – 1 referto | Castellón | Metropolitano |

| Vigo 5 marzo 1933 15ª giornata | Celta Vigo | 2 – 3 referto | Athlétic Madrid |  |

| Madrid 12 marzo 1933 16ª giornata | Athlétic Madrid | 4 – 2 referto | Murcia FC | Metropolitano |

| Oviedo 19 marzo 1933 17ª giornata | Oviedo | 5 – 1 referto | Athlétic Madrid |  |

| Gijón 26 marzo 1933 18ª giornata | Sporting Gijón | 0 – 1 referto | Athlétic Madrid |  |

### Coppa della Repubblica
| Las Palmas de Gran Canaria 9 aprile 1933 Sedicesimi di finale – Andata          | Victoria  | 2 – 2 referto        | Athlétic Madrid | Pepe Gonçalves |
| \| \| \| \| \| Matón 35’ G. Cabrera 50’ \| Marcatori \| 59’ Rubio 70’ Buiría \| |           |                      |                 |                |
|                                                                                 |           |                      |                 |                |
| Matón 35’ G. Cabrera 50’                                                        | Marcatori | 59’ Rubio 70’ Buiría |                 |                |

| Madrid 16 aprile 1933 Sedicesimi di finale – Ritorno                      | Athlétic Madrid | 4 – 0 referto | Victoria | Metropolitano |
| \| \| \| \| \| Buiría 11’, 17’ Rubio 23’ Amunárriz 88’ \| Marcatori \| \| |                 |               |          |               |
|                                                                           |                 |               |          |               |
| Buiría 11’, 17’ Rubio 23’ Amunárriz 88’                                   | Marcatori       |               |          |               |

| Madrid 7 maggio 1933 Ottavi di finale – Andata                                                             | Athlétic Madrid | 3 – 4 referto                   | Valencia | Metropolitano |
| \| \| \| \| \| Amunárriz 2’ Buiría 65’ Marín 81’ (rig.) \| Marcatori \| 32’, 70’, 75’ Costa 37’ Navarro \| |                 |                                 |          |               |
| |                 |                                 |          |               |
| Amunárriz 2’ Buiría 65’ Marín 81’ (rig.)                                                                   | Marcatori       | 32’, 70’, 75’ Costa 37’ Navarro |          |               |

| Valencia 14 maggio 1933 Ottavi di finale – Ritorno             | Valencia  | 1 – 2 referto      | Athlétic Madrid | Mestalla |
| \| \| \| \| \| Stors 56’ \| Marcatori \| 7’ Rubio 81’ Marín \| |           |                    |                 |          |
|                                                                |           |                    |                 |          |
| Stors 56’                                                      | Marcatori | 7’ Rubio 81’ Marín |                 |          |

| Saragozza 16 maggio 1933 Ottavi di finale – Spareggio                 | Valencia  | 2 – 1 referto | Athlétic Madrid | Torrero |
| \| \| \| \| \| Abdón 58’ Vilanova 75’ \| Marcatori \| 41’ Guijarro \| |           |               |                 |         |
|                                                                       |           |               |                 |         |
| Abdón 58’ Vilanova 75’                                                | Marcatori | 41’ Guijarro  |                 |         |

### Campeonato Mancomunado Centro-Sur
| Vallecas 25 settembre 1932 1ª giornata | Athlétic Madrid | 1 – 0 referto | Nacional Madrid | Vallecas |

| Siviglia 2 ottobre 1932 2ª giornata | Siviglia | 2 – 3 referto | Athlétic Madrid |  |

| Valladolid 9 ottobre 1932 3ª giornata | Valladolid Deportivo | 2 – 2 referto | Athlétic Madrid |  |

| Vallecas 12 ottobre 1932 4ª giornata | Athlétic Madrid | 1 – 4 referto | Madrid CF | Vallecas |

| Vallecas 16 ottobre 1932 5ª giornata | Athlétic Madrid | 2 – 2 referto | Real Betis | Vallecas |

| Madrid 22 ottobre 1932 6ª giornata | Nacional Madrid | 3 – 3 referto | Athlétic Madrid |  |

| Vallecas 30 ottobre 1932 7ª giornata | Athlétic Madrid | 4 – 0 referto | Siviglia | Vallecas |

| Vallecas 6 novembre 1932 8ª giornata | Athlétic Madrid | 3 – 0 referto | Valladolid Deportivo | Vallecas |

| Madrid 13 novembre 1932 9ª giornata | Madrid CF | 3 – 0 referto | Athlétic Madrid |  |

| Siviglia 6 novembre 1932 10ª giornata | Real Betis | 5 – 0 referto | Athlétic Madrid |  |

## Statistiche

### Statistiche di squadra
| Competizione                      | Punti | Totale | Totale | Totale | Totale | Totale | Totale | DR  |
| Competizione                      | Punti | G      | V      | N      | P      | Gf     | Gs     | DR  |
| --------------------------------- | ----- | ------ | ------ | ------ | ------ | ------ | ------ | --- |
| Segunda División                  | 24    | 18     | 12     | 3      | 3      | 58     | 26     | +32 |
| Coppa della Repubblica            | -     | 5      | 2      | 1      | 2      | 11     | 9      | +2  |
| Campeonato Mancomunado Centro-Sur | 11    | 10     | 4      | 3      | 3      | 19     | 21     | -2  |
| Totale                            | 35    | 33     | 18     | 7      | 8      | 88     | 56     | +32 |